# Bank Norwegian
Bank Norwegian AS is een Noorse internetbank die leningen, creditcards en spaarrekeningen verstrekt aan consumenten. Het bedrijf is opgericht in november 2007 en heeft zijn hoofdkantoor in Fornebu, in het kantoorgebouw Diamanten ('The Diamond'). Norwegian Air Shuttle bezit 20% van de bank.

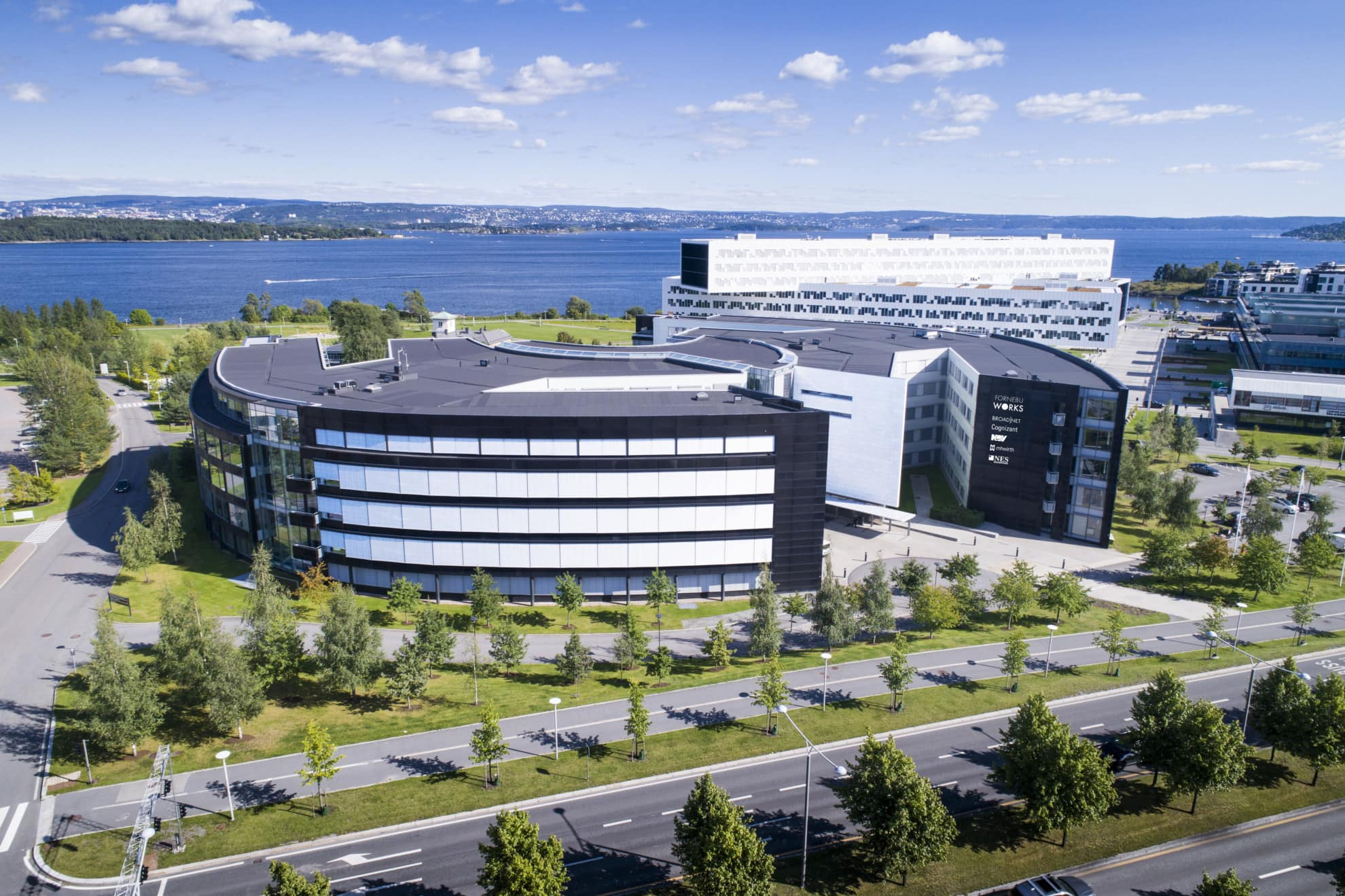
Hoofdkantoor in Fornebu